# Banū Umayya
Banū Umayya er en arabisk stamme inden for stammesammenslutningen Quraysh. Medlemmerne af stammen kaldes umayyader.
Banu umayya har været i åben fjendskab med Banū Hashim. Disse to var de største klaner indenfor Quraish.

## Vigtige umayyader
- Abu Sufyan
- Uthman ibn Affan
- Muawiya 1.
- Yazid 1.
- Muawiya 2.
- Marwan 1.
- Abd al-Rahman 1.
- Abd al-Rahman 3.
- Hisham 2.
- Aben Humeya

## Fodnoter
1. ↑  Gelfer-Jørgensen, Mirjam; Simonsen, Jørgen Bæk (2. februar 2009). "umayyader". Den Store Danske (lex.dk online udgave). Hentet 2. august 2010.
2. ↑  Simonsen, Jørgen Bæk (1. februar 2009). "qurayshitter". Den Store Danske (lex.dk online udgave). Hentet 4. august 2010.

| Folkeslag | Spire Denne artikel om folkeslag eller etnografi er en spire som bør udbygges. Du er velkommen til at hjælpe Wikipedia ved at udvide den. |